# Cantrallia
Cantrallia is een geslacht van rechtvleugeligen uit de familie krekels (Gryllidae). De wetenschappelijke naam van dit geslacht is voor het eerst geldig gepubliceerd in 1994 door Desutter-Grandcolas.

## Soorten
Het geslacht Cantrallia omvat de volgende soorten:
- Cantrallia fusca Desutter-Grandcolas, 1994
- Cantrallia huasteca Desutter-Grandcolas, 1994
- Cantrallia minima Desutter-Grandcolas, 1994